# الحجرة (حبيش)

تعديل مصدري - تعديل

الحجرة محلة تابعة لقرية العارضه العليا، التابعة لعزلة العارضة بمديرية حبيش إحدى مديريات محافظة إب في الجمهورية اليمنية، بلغ تعداد سكانها 25 حسب تعداد اليمن لعام 2004.